# Attelage de tradition
Pour les articles homonymes, voir attelage.
L'attelage de tradition est aujourd'hui un sport équestre. Autrefois cette activité faisait partie de la vie quotidienne, les chevaux confiant leur puissance aux humains, tractaient toutes sortes de véhicules ou d'engins variés.
Il existe une discipline sœur qui est l'attelage moderne, appelé tout simplement « attelage ». 

## Histoire de l'attelage
L’attelage existait déjà avant l’invention de la roue. Les chevaux tiraient alors des charges placées sur deux pièces de bois (travois). Comme montré dans les films western, ce moyen de transport était encore utilisé par les Indiens, tandis que sur le continent européen, en Asie ce système d'attelage fut depuis des siècles déjà remplacé par le tractage de chariots à roues.
Dans l'Antiquité, des attelages bien connus étaient les chars de combat.
Au Moyen Âge, la litière (soutenue par deux chevaux) était souvent utilisée pour le transport de personnes. Les voitures utilisées pour le transport étaient très rudimentaires, mais solides, adaptées à la mauvaise voirie de l'époque. 
Le pavage ayant bien amélioré l'état des routes, toute une panoplie de voitures est née : voitures de voyage, voiture d'apparat, voitures de sport, et voitures de transport de marchandises adaptées aux besoins spécifiques. Au début du XIXe siècle naquit en Angleterre la mode de mener soi-même son attelage.
En France, Napoléon III était un passionné de l'attelage et beaucoup de nobles ont suivi son exemple. Il était de bon ton de se montrer en public avec un bel équipage, surtout au Bois de Boulogne et sur les Champs-Élysées. L'attelage de tradition en France est né sous l’impulsion de l’Association française d’attelage. L’attelage est devenu un sport, un loisir, voire une passion, pratiqué par des amateurs de plus en plus nombreux.
Ils se consacrent surtout à dénicher et restaurer des voitures anciennes, qu'ils présentent alors dans des concours d'attelage de tradition.

## Concours

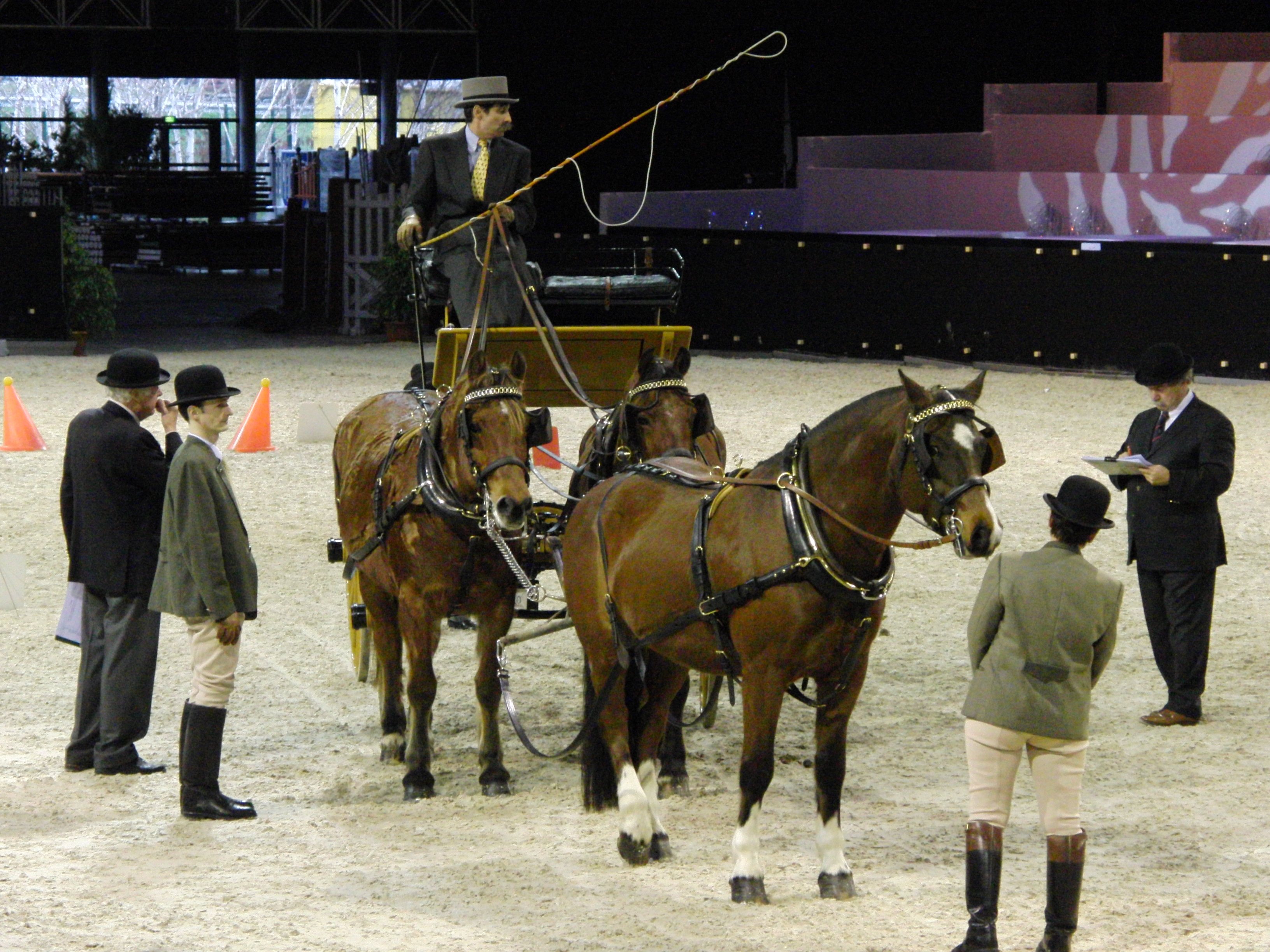
Attelage en arbalète de chevaux Franches-Montagnes lors d'un concours d'attelage de tradition au salon du cheval de Paris 2009.

En France, les concours sont placés sous la surveillance de l'AFA, Association Française d'Attelage, et organisés par ses clubs membres.
Il est évident que pour la mise en évidence d'un bel équipage, le site du concours doit être adapté aux besoins. Ainsi ces concours se déroulent sur des sites présentant un intérêt historique ou touristique, soit dans des grands parc de châteaux privés ou appartenant à l'État, ou des lieux replaçant les équipages dans un contexte naturel à la campagne et en ville.
Un concours d'attelage de tradition se compose en général de quatre parties :
- la présentation ;
- le routier ;
- la maniabilité ;
- la remise des prix.

Le règlement des concours d'attelage de tradition est disponible sur le site de l'AFA, Association Française d'Attelage. 
Les concours d'attelage en France les plus connus se déroulent à Aix-en-Provence, Cuts, La Chabotterie en Vendée, Haras national du Pin, Deauville, Loches et Beaulieu, Parc du Château de Rambouillet.